# Halictus pseudomucoreus
Halictus pseudomucoreus är en biart som beskrevs av Ebmer 1975. Halictus pseudomucoreus ingår i släktet bandbin, och familjen vägbin. Inga underarter finns listade i Catalogue of Life.